# Looking for Mr. Goodbar
Looking for Mr. Goodbar is een Amerikaanse film van Richard Brooks die werd uitgebracht in 1977.
Brooks' scenario is gebaseerd op de gelijknamige roman (1975) van Judith Rossner. Looking for Mr. Goodbar was de eerste film waarin de jonge Richard Gere een prominente bijrol vertolkte.

## Verhaal
Theresa Dunn groeide op in een eenvoudig Iers-Amerikaans katholiek gezin met een strenge, autoritaire vaderfiguur. Haar kindertijd verliep niet bepaald gemakkelijk, temeer daar ze jarenlang verlamd was als gevolg van een beenderziekte. Dit alles verklaart waarom ze zich slechts laattijdig kon losmaken van haar familie.
Ze trekt naar New York waar ze studeert voor leerkracht. Ze begint een relatie met Martin, een van haar professoren en een oudere getrouwde man. Die eerste liefdeservaring draait uit op een ontgoocheling want net voor ze afstudeert maakt Martin een eind aan hun relatie.
Ze wordt lerares in een speciale school waar ze vol toewijding lesgeeft aan dove kinderen. Overdag is ze de brave onbesproken leerkracht. 's Nachts begint ze de louche bars en de hippe discotheken van de grootstad af te schuimen. Ze gedraagt zich algauw als een volleerd kroegloopster die in de uitgaansbuurt op zoek is naar mannen voor een avontuurtje, uitkijkend naar nieuwe seksuele ervaringen en drugsensaties. Zo gaat ze een dubbelleven leiden dat langzamerhand gevaarlijk wordt.

## Rolverdeling
| Acteur            | Personage                          |
| ----------------- | ---------------------------------- |
| Diane Keaton      | Theresa Dunn                       |
| Tuesday Weld      | Katherine Dunn, de zus van Theresa |
| William Atherton  | James                              |
| Richard Kiley     | mijnheer Dunn                      |
| Richard Gere      | Tony Lo Porto                      |
| Alan Feinstein    | Martin                             |
| Tom Berenger      | Gary                               |
| LeVar Burton      | kapitein Jackson                   |
| Priscilla Pointer | mevrouw Dunn                       |